# Henri Ellenberger
Henri Frédéric Ellenberger (Nalolo, Barotseland, Rodésia, 6 de novembro de 1905 – Quebec, 1º de maio de 1993) foi um psiquiatra, historiador médico e criminologista canadense, às vezes considerado o fundador da historiografia da psiquiatria. Ellenberger é lembrado principalmente por A Descoberta do Inconsciente, um estudo enciclopédico da história da psiquiatria dinâmica publicado em 1970. 

## Vida
Henri F. Ellenberger nasceu na Rodésia Britânica de pais suíços e passou a infância na colônia britânica da Rodésia. Mais tarde, naturalizou-se como cidadão francês e obteve seu baccalauréat em Estrasburgo, França, em 1924. 
Ele estudou medicina e psiquiatria em Paris. Aluno do professor Henri Baruk, obteve seu doutorado em 1934, enquanto trabalhava no famoso Hôpital Sainte-Anne, ao lado de contemporâneos conhecidos como Jacques Lacan (cujo talento para a autopublicidade ele notou anteriormente).
Após o surgimento do governo de Vichy, Ellenberger emigrou para a Suíça em 1941. Lá, ele ensinou algumas vezes em Zurique, onde frequentou Carl Gustav Jung e Ludwig Binswanger, e passou por uma análise de treinamento com Oskar Pfister entre 1949 e 1952, antes de se tornar membro da Sociedade Psicanalítica Suíça (SSP), fundada justamente por Pfister e também por Hermann Rorschach, o inventor do famoso teste projetivo. Ele recolhe informações para escrever uma biografia sobre Hermann Rorschach, que publicará em inglês em 1954. Ele é então médico-chefe do asilo cantonal de lunáticos de Breitenau, perto de Schaffhausen. No entanto, ele colaborou com a revista francesa L´Évolution psychiatrique, editada na época por Henri Ey, que encomendaria três artigos para seu grande tratado sobre psiquiatria clínica e terapêutica.
Em 1953, em uma grande mudança de carreira, Ellenberger tornou-se professor na Clínica Menninger em Topeka, Kansas. No final de 1958, Ellenberger deixou Topeka. Ele obteve uma indicação como pesquisador na Divisão de Psiquiatria Social e Transcultural da Universidade McGill em Montreal. Mais tarde (1962), tornou-se professor de criminologia na Université de Montréal, no Canadá. Lá ele faria um trabalho pioneiro em vitimologia, explorando a psicodinâmica entre agressor e vítima.

## Publicações e prêmios
Ellenberger é lembrado principalmente por A Descoberta do Inconsciente, um estudo enciclopédico da história da psiquiatria dinâmica publicado em 1970. Este trabalho traçou as origens da psicanálise e da psicoterapia desde a pré-história do século XVIII, das tentativas de curar doenças através de exorcismo, como praticado pelo padre católico Johann Joseph Gassner, e a partir dele passando pelos pesquisadores do hipnotismo, Franz Mesmer e marquês de Puységur, ao neurologista do século XIX Jean-Martin Charcot e as principais figuras da psicanálise do século XX, Sigmund Freud, Alfred Adler e Carl Gustav Jung. 
Robin Skynner elogiou a clareza de sua apresentação das ideias das grandes figuras do século XX em seus contextos sócio-históricos. O relato de Ellenberger sobre Pierre Janet também foi destacado para menção especial; enquanto Anthony Stevens fez uso de seu conceito de "doença criativa" em seu relato de Jung.
Peter Gay também destacou a menção ao artigo de Ellenberger, de 1972, sobre Anna O, a qual Gay considerou que "corrige de modo persuasivo as interpretações errôneas de Jones e as lembranças equivocadas de Freud sobre o caso". No entanto, esse foi apenas um dos 35 artigos históricos que Ellenberger publicou antes e depois de sua grande sinopse.
Em sua honra, nomepu-se o Centro de Recursos Henri Ellenberger em Paris. Durante sua vida Ellenberger recebeu muitos prêmios, incluindo a Medalha de Ouro do Prêmio Beccaria, em 1970, e a Medalha Jason A. Hannah, da Sociedade Real do Canadá.

## Caracterização
Ellenberger tem sido caracterizado como um dos acadêmicos independentes e interdisciplinares do meio século no pensamento psiquiátrico. Sua trajetória profissional única e seu revisionismo freudiano independente, embora moderado, fizeram dele por vezes uma figura isolada, especialmente com a virada biológica da psiquiatria no final do século XX. Sua própria crença na importância central da realidade do inconsciente nunca enfraqueceu, mesmo com o declínico de seu sonho de uma síntese que "faria justiça às exigências rigorosas da psicologia experimental e às realidades psíquicas experimentadas pelos exploradores do inconsciente".
De 1956 a 1959, Ellenberger começou a ensinar a história da psiquiatria na Menninger Foundation (onde George Devereux já havia dado uma palestra sobre psicanálise e antropologia). A experiência de exílio teve um papel fundamental na explicação do interesse de Ellenberger pela história.

## Crítica
Ellenberger foi criticado por modelar sua iljustração das origens da psiquiatria no conflito do Iluminismo com a demonologia - no triunfo da razão iluminada sobre a cegueira da fé.

## Obras
- Henri F. Ellenberger. Essai sur le syndrome psychologique de la catatonie. Paris/Budapest/Torino, L'Harmattan, 2004 (1a ed. 1933), p. 130 (ISBN 2-7475-6031-7)
- Henri F. Ellenberger, Le monde fantastique dans le folklore de la Vienne, t. I, Librairie celtique, 1949 (JSTOR 40991695)
- Henri F. Ellenberger. Hermann Rorschach, M.D., 1884-1922: A Biographical Study. Menninger Foundation, 1954.
- Rollo May, Ernest Angel, & Henri F. Ellenberger (eds.). Existence: A New Dimension in Psychiatry and Psychology. New York: Basic Books, 1958.
- Henri F. Ellenberger. Effets d'une maladie physique grave et prolongée d'un enfant sur sa famille. Archives Suisses de neurologie, neurochirurgie et de psychiatrie, 1967 (OCLC 26331074)
- Henri F. Ellenberger. Criminologie du passé et du présent. Presses de l'Université de Montréal, 1969, p.50 (OCLC 729543117)
- Henri F. Hellenberger. The Discovery of the Unconscious: The History and Evolution of Dynamic Psychiatry. New York: Basic Books, 1970. (edição capa dura), ISBN 0-465-01672-3. 
  - Edição em brochura ("paperback"): 1981, ISBN 0-465-01673-1. The complete text is available online from Questia.
  - Edição em português: A Descoberta do Inconsciente: História e Evolução da Psiquiatria Dinâmica. São Paulo: Perspectiva, 2023. (Traduzido por Paulo Sérgio de Souza Jr.)
- Henri F. Ellenberger. Pierre Janet philosophe. Université de Montréal, 1973, 254 p.
- Henri F. Ellenberger, & Robert Duguay. Précis pratique de psychiatrie. St-Hyacinthe Paris, Edisem Maloine, 1984 (ISBN 2-224-01029-X)
- Henri F. Ellenberger, & Mark S. Micale (ed.). Beyond the Unconscious: Essays of Henri F. Ellenberger in the History of Psychiatry. Princeton: Princeton University Press. 1993. (Traduzido por Françoise Dubor e Mark S. Micale)
- Henri F. Ellenberger, Élizabeth Roudinesco (ed.). Médecins de L'âme: Essais d'histoire de la Folie et des Guérisons Psychiques. Paris: Fayard, 1995.
- Henri F. Ellenberger, Emmanuel Delille (edição crítica). Ethnopsychiatrie. Lyon, Éditions ENS, 2017.
  - Edição em inglês: Ethnopsychiatry. McGuill-Queen's University Press, 2020. (Traduzido por Jonathan Kaplansky)

### Artigos
- Henri F. Ellenberger. Aspects culturels de la maladie mentale. Revue de l'Association canadienne de psychiatrie, vol. 4, no 1,‎ 1959, p. 26-37.
- Henri F. Ellenberger. Les illusions de la classification psychiatrique. L’Évolution psychiatrique, vol. 28 & 79, no 2 & 1,‎ 1963 & 2014, p. 221-242 & 23-37. (ISSN 0014-3855)
- Henri F. Ellenberger. Ethno-psychiatrie. Encyclopédie médico-chirurgicale,‎ 1965 (édition critique d'Emmanuel Delille, 2017).
- Henri F. Ellenberger. L'histoire d'“Anna O: étude critique avec documents nouveaux (1972). L’Évolution psychiatrique, vol. 72, no 4,‎ 2007, p. 731-746.